# Historia I Zakonu franciszkańskiego

## Początki braterstwa (1209–1226)
Około 1209 r. św. Franciszek podczas mszy św. w Porcjunkuli usłyszał fragment Ewangelii Mt 10,9. Wywarł on na nim tak wielkie wrażenie, że Franciszek zdecydował się poświęcić całkowicie pracy apostolskiej. Odziany w prostą szatę przepasaną sznurem, oraz sandały, rozpoczął głosić ewangeliczne przesłanie po okolicach Asyżu.
Wkrótce dołączyli do niego towarzysze: zamożny asyski mieszczanin Bernard z Quintavalle, prawnik Piotr z Catani, Idzi z Asyżu. Gdy grupa powiększyła się, Franciszek zdecydował się udać się do Rzymu i prosić Stolicę Apostolską o zatwierdzenie ich sposobu życia. Doszło do spotkania braci z papieżem Innocentym III. Za datę tego spotkania, potwierdzenia charyzmatu franciszkańskiego i założenia Zakonu przyjmuje się 16 kwietnia 1209 r. Franciszek i bracia przyrzekli papieżowi posłuszeństwo, a on przyjął ich pod opiekę Kościoła Rzymskiego i kazał wyciąć tonsury.
Po powrocie do Asyżu bracia, zwani wtedy pokutnikami z Asyżu, zamieszkali w Rivo Torto. Później centralą wspólnoty stał się podasyski kościółek Matki Bożej Anielskiej, zwany Porcjunkulą. Stąd bracia rozchodzili się celem głoszenia Ewangelii, pracy czy zbierania jałmużny, schodząc się na kapituły. Odbywające się początkowo co kwartał, potem co pół roku, a jeszcze później co rok w okolicach Zielonych Świątek kapituły miały charakter wspólnego spotkania, dzielenia się doświadczeniami z wypraw i planowania dalszej działalności. Z powodu dużej ilości braci od 1221 na kapitule generalnej spotykali się już nie wszyscy bracia, ale tylko przedstawiciele prowincji. Z biegiem czasu kapituły przyjęły charakter organizacyjny: ustawodawczy i wyborczy.
Podczas kapituły w 1217 r. spotkało się ok. 3000 braci. Wtedy też postanowiono podzielić zakon na prowincje. Na czele każdej z nich stał minister prowincjalny, a na czele całego zakonu: minister generalny. Jednakże należy zauważyć, że w tym pierwszym okresie istnienia Zakonu struktury organizacyjne i terminologia nie były jeszcze w pełni określone. Szybki rozwój był spowodowany z jednej strony nowatorskimi ideami Założyciela i radykalizmem braci, a z drugiej: sprzyjającą atmosferą rodzącej się w Kościele powszechnej dążności do odnowy życia religijnego. Wędrujący początkowo, bez stałych siedzib bracia poczęli niebawem osiadać w klasztorach, jednakże bez charakterystycznego dla zakonów mniszych stabilitas loci.
Szybki wzrost ilości braci spowodował konieczność stworzenia reguły. Wprawdzie Franciszek oddał kierownictwo wspólnoty w ręce Piotra z Catani (1220 r.), a po jego śmierci Eliasza z Kortony (1221 r.), zastrzegł sobie prawo kształtowania ustaw zakonu. W 1221 r. światło dzienne ujrzała Reguła zwana Niezatwierdzoną, gdyż nie uzyskała aprobaty Kurii Rzymskiej. W 1223 r. powstała druga Reguła. Papież Honoriusz III zatwierdził ją 29 listopada 1223 r. bullą Solet annuere. Reguła ta obowiązuje do dziś w I Zakonie.
W 1219 r. Zakon – zwany już wówczas: Bracia Mniejsi, albo Zakon Braci Mniejszych – rozpoczął działalność misyjną. Grupy braci udały się do Niemiec, Francji, Maroka oraz Egiptu i Ziemi Świętej. Ta ostatnia wyprawa zaowocowała w nieoczekiwany sposób: sułtan Al-Kamil dał Franciszkowi i jego braciom możliwość swobodnego przebywania w Ziemi Świętej. Przez kolejne wieki, aż do ustanowienia łacińskiego Patriarchatu Jerozolimy w 1847 r. Bracia Mniejsi byli jednymi przedstawicielami Kościoła katolickiego w miejscach związanych z działalnością Jezusa Chrystusa.

## Spory o kształt zakonu (1226–ok. 1322)
Kontrowersje odnośnie do surowych zapisów reguły odnośnie do ślubu ubóstwa (mówiące m.in. o zakazie przyjmowania pieniędzy) rozpoczęły się już za życia św. Franciszka, a nasiliły się po jego śmierci w 1226 r. Katalizatorem konfliktów była budowa bazyliki św. Franciszka, rozpoczęta po jego kanonizacji w 1228 r. Celem prowadzenia prac bracia otrzymali dyspensę od zakazu zbierania pieniędzy. Kwestią sporną było także to, czy Testament św. Franciszka – zawierający wezwanie do całkowitego ubóstwa - posiada, podobnie jak reguła, moc prawną.
Prawdziwą przyczyną sporów była jednak różna wizja zakonu. Jeszcze za życia Franciszka rosła w zakonie liczba braci pochodzących spoza Italii, świadomych, że zakon ma do spełnienia ważną misję w Kościele, zaś dla skutecznego prowadzenia kaznodziejstwa, misji i obecności braci na uniwersytetach potrzebne jest zorganizowanie zaplecza (domy, księgozbiory, itp.) Inni bracia, związani z kolebką zakonu – Asyżem, dążyli do utrzymania prostego sposobu życia z pierwszych lat istnienia wspólnoty.
Czynniki te sprawiły, że w latach 30. XIII stulecia zaczęły się zarysowywać wśród braci trzy kierunki. Pierwszy kierunek zwany observantia extrema odrzucał możliwość posługiwania się pieniędzmi i przyjmowania dóbr materialnych, negował potrzebę studiów, preferując życie wędrowne i pustelnicze. Skupiał się wokół pierwszych towarzyszy Franciszka: Idziego, Leona i Rufina.
Drugi kierunek, zwany observantia laxata, dążył do przekształcenia zakonu we wspólnotę oddaną studiom i kaznodziejstwu, a w konsekwencji posługującą się pieniędzmi i mieszkającą w murowanych klasztorach. Testament był traktowany z szacunkiem, ale jako dokument o charakterze duchowym, a nie prawnym. Bracia ci skupiali się wokół wieloletniego przełożonego zakonu i budowniczego bazyliki św. Franciszka – Eliasza z Cortony.
Trzeci kierunek – observantia mitigata – stał pomiędzy tymi dwoma skrajnościami: bracia, choć dobrze przygotowani do kaznodziejstwa, winni dawać prymat życiu modlitwy. Budynki, choć potrzebne, powinny być skromne. Za tym kierunkiem opowiadała się większość braci, m.in. Jan Parenti, Antoni z Padwy, Jan z Pian del Carpine i Hajmon z Faversham.
Wobec niemożności rozwiązania sporów na kapitułach generalnych zwrócono się o autentyczną interpretację reguły do papieża Grzegorza IX. W 1230 r. papież w bulli Quo elongati przyjął rozwiązanie linii observantia mitigata: Testament nie posiada mocy prawnej, ani Zakon, ani bracia nie mogą nic posiadać, a jedynie w sposób ubogi używać, tytuł własności nieruchomości pozostaje przy ofiarodawcach, bądź przechodzi na Stolicę Apostolską, zbieraniem funduszy potrzebnych dla braci mają zająć się zaufani ludzie spoza zakonu, tzw. nuntii.

### Generalat Eliasza z Cortony
W 1232 r. ministrem generalnym został Eliasz z Cortony, który już wcześniej, za życia Franciszka, pełnił funkcje wikariusza zakonu. Jego dziełem była monumentalna bazylika św. Franciszka w Asyżu i przylegający do niej klasztor, zwany Sacro Convento. Był zwolennikiem observantia laxata i popierając tę opcję wywołał reakcję braci popierających observantia extrema, co dało podwaliny pod kolejne konflikty i powstanie w późniejszym czasie franciszkanów spirytualnych.
Eliasz jako generał rządził Zakonem w sposób autorytarny, nie zwołując kapituł. W stosunku do braci będących w opozycji posuwał się nawet do uwięzienia lub wydalenia z zakonu. Nie bez znaczenia okazało się uwikłanie Eliasza w spory polityczne między papieżem Grzegorzem IX a cesarzem Fryderykiem II w roli mediatora. Wywołało to otwarty sprzeciw w zakonie. Na kapitule w 1239 r. uznano Eliasza za niezdolnego do pełnienia urzędu. Generałem wybrano Alberta z Pizy, a rok później Hajmona z Faversham.

### Dalszy rozłam
Mimo iż usunięcie Eliasza z urzędu generała było triumfem observantia mitigata, nie zakończyło to sporów i kontrowersji. Kolejny generał, wybrany po śmierci Hajmona w 1243 r., Krescenty z Iesi, zwrócił się znów do Stolicy Apostolskiej prosząc o interpretację reguły zakonnej. Papież Innocenty IV odpowiedział bullą Ordinem Vestrum (1245 r.). Jej postanowienia stanowiły złagodzenie poprzednich orzeczeń: dopuszczano używanie pieniędzy nie tylko w przypadku konieczności, ale również wtedy, kiedy przełożeni uznali to za dogodne, wszystkie zaś nieruchomości użytkowane przez zakon przechodziły na własność Stolicy Piotrowej.
W 1247 r. kapituła wybrała na generała Jana z Parmy, człowieka świątobliwego, umiejącego docenić zarówno potrzebę gruntownych studiów, jak i surowego życia na pustelni. Czas jego generalatu cechował się jednak dużą ilością papieskich bulli z rozmaitymi przywilejami, co nie było mile widziane przez wielu braci, widzących w tym fakcie odejście od pierwotnych ideałów. Mimo licznych zalet Jan z Parmy nie potrafił zjednoczyć braci różnych opcji. Padło na niego również oskarżenie o sprzyjanie herezji jednego z profesorów  Uniwersytetu Paryskiego, Gerarda z Borgo San Donnino. W zaistniałej sytuacji na kapitule w 1257 r. Jan z Parmy zrzekł się urzędu, wskazując na swego następcę Bonawenturę z Bagnoreggio.

### Generalat św. Bonawentury
Wybrany w 1257 r. Bonawentura był bodajże najlepszym kandydatem na to stanowisko. Gruntownie wykształcony filozof i teolog, odznaczający się świątobliwością życia (został kanonizowany w 1482 r.) był człowiekiem roztropnym i stanowczym.
Nowy generał w licznych pismach i listach okólnych troszczył się o zachowanie właściwego poziomu życia duchowego. Wielka liczba tych dzieł dotyczy modlitwy ("Droga duszy do Boga", "Mistyczny krzew winny"), bądź formacji nowicjuszy ("O zachowaniu się nowicjuszy", "Sześć skrzydeł Serafinów" były używane w nowicjatach franciszkańskich jeszcze na początku XX w.). Innym dziełem Bonawentury, mającym na celu wewnętrzną spójność zakonu, było opublikowanie życiorysu Założyciela, "Życiorysu większego" (Legenda maior).
Najbardziej donośnie okazały się jednak napisane przez generała Konstytucje, zwane Narbońskimi, zatwierdzone przez kapitułę w 1260 r. Ich treść zgadzała się zasadniczo z linią observantia mitigata, przejmując jednak z innych opcji to, co w nich było najbardziej wartościowe: bracia mają używać tylko to, co konieczne, bez niepotrzebnego zbytku; celem przygotowania do działalności misyjnej i kaznodziejskiej konieczne są odpowiednie studia; zakon mógł przyjmować pieniądze, ale zarządzanie nimi zostało oddane w ręce zaufanych ludzi świeckich. Najwyższą władzę zakonu miało stanowić minister generalny i 8 definitorów. Konstytucje regulowały nawet zasady budowania kościołów: miały być one jednonawowe i bez wież. Dzięki temu Konstytucje Narbońskie stały się płaszczyzną porozumienia dla większości braci.

### Spirytualni
Kolejni generałowie: Hieronim z Ascoli (1274-79, późniejszy papież Mikołaj IV) i Bonagratia z Bolonii (1279-85) starali się, podobnie jak Bonawentura, trzymać ster zakonu w pośrodku. Było to jednak utrudnione z uwagi na rozwój grupy zwanej spirytualnymi. Wywodzili się oni z grupy observantia extrema. Traktując regułę dosłownie, z „odrzuceniem komentarzy” (sine glossa), stanęli w opozycji do Bonawentury, a po jego śmierci wystąpili otwarcie ze swymi postulatami. Z uwagi na podkreślanie sformułowania Franciszka: „zachowywać w duchu” (observare in spirito), zostali nazwani franciszkanami spirytualnymi, choć lud dał im inną nazwę: braciszkowie (fraticelli). Nie był to ruch jednolity: byli w tym gronie zakonnicy autentycznie święci (bł. Konrad z Offidy), pragnący żyć w ten sposób, jednak bez narzucania tego sposobu rozumienia reguły innym, jak również i tacy, którzy uważali, że zakon sprzeniewierzył ideały św. Franciszka, a jedyną zdrową jego częścią są właśnie spirytualni. Wśród tej grupy wybilijali się Anioł z Clareno i Piotr Olivi, którego nauczanie wykazywało wpływy heretyckich idei joachimizmu.
Kiedy Mikołaj III w bulli Exiit qui seminat uchylił z ostrości zasadom zakonnego ubóstwa, zostało to przez spirytualnych potraktowane jak zdrada. Nie odniosły sukcesu pojednawcze gesty generała Rajmunda Gaufredi (1289-96) i franciszkańskiego papieża Mikołaja IV. Kolejny papież, Celestyn V rozwiązanie problemu widział w wydzieleniu braci pragnących zachowywać regułę sine glossa w niezależną wspólnotę: Ubogich Eremitów św. Franciszka. Ponieważ zostali umieszczeni w pustelni, której przełożonym był opat benedyktyński z gałęzi celestynów, przylgnęło to określenie również i do nich. Następca Celestyna, Bonifacy VIII unieważnił decyzję swojego poprzednika.
Za pontyfikatu Klemensa V (1305-1314) spirytualni zyskali bullę Exivi de paradiso (1313). Niemałe zasługi miał tutaj charyzmatyczny przywódca tej grupy braci, Hubertyn z Casale. Jednak następny papież, Jan XXII (1316-1334) sprzyjał opcji liberalnej. W bulli Quorundam exigit zmodyfikował postanowienia Klemensa. W odpowiedzi popierający spirytualnych generał Michał z Ceseny zakwestionował prawo papieża do zmieniania postanowień poprzedników. Wywołało to otwarte prześladowanie i rozproszenie braci tej opcji. Kilku z nich zostało oddanych inkwizycji i spalonych. Ruch spirytualnych przestał istnieć, jednak to, co w nim najlepszego – radykalizm i gorliwość życia zakonnego – przeszło do dopiero mającego się ukształtować ruchu obserwanckiego. Należy wspomnieć o małej grupce uczniów Anioła z Clareno, zwanej klarenami, która dopiero w 1568 r. decyzją Piusa V połączyła się z obserwantami.
Zlikwidowanie spirytualnych nie oznaczało ugaszenia zarzewia sporów. Kwestie wybuchły ze zdwojoną siłą kilka lat później. Jan XXII dążył do wykorzenienia wszelkich śladów po spirytualnych. W 1317 r. oficjalnie potępił spirytualnych. Przeciw kapitule zakonnej, która orzekła, iż Chrystus i Apostołowie nie posiadali żadnej własności, zarówno prywatnej, jak wspólnej, papież zrzekł się tytułu własności franciszkańskich kościołów i klasztorów i dał im zwolnienie z zawartego w regule zakazu posiadania własności. (bulla Ad conditorem, 1322 r.) W kolejnej Cum inter nonnullos (1323 r.) twierdzenia, że Chrystus i Apostołowie nic nie posiadali, określił jako heretyckie. Następca Jana XXII, Benedykt XII wprowadził nowe konstytucje, zwane Benedyktyńskimi, kładące nacisk na milczenie, liturgię, posty, a pomijające kwestie ubóstwa. Upodobniły one franciszkanów do zakonów mniszych.

## Narodziny konwentualizmu i obserwancji (ok. 1322–1517)

### Przyczyny podziału
Wprowadzenie bulli Ad conditorem nie spotkało się ze sprzeciwem braci. Zakon miał już dość wyczerpujących wojen. Mimo to dał się zauważyć pewien podział: część braci przyjęła z radością postanowienia papieskie, inni natomiast, nie występując przeciw ustawie i jej autorowi, uważali ją za dyspensę, z której można, choć nie trzeba korzystać. Powstała wówczas linia podziału, początkowo niewyraźna, poszerzała się z czasem, co znalazło kres w podziale franciszkanów w 1517 r.
Konstytucje Benedyktyńskie (1336 r.) nie cieszyły się popularnością wśród braci, jako narzucone bez żadnej konsultacji z kapitułą. Nowe konstytucje, opracowane przez generała Wilhelma Farinera, stąd zwane Farineriańskimi (1354 r.) wychodziły z założeń bulli Exiit qui seminat – czyli bardziej radykalnej interpretacji Reguły, z drugiej strony nie odrzucały wyraźnie bulli Ad conditorem, ani nie odwoływały Konstytucji Benedyktyńskich. Stąd powstało w Zakonie podwójne prawodawstwo, już nie w oparciu o różne interpretacje Reguły, ale o różne konstytucje.
Kolejnym czynnikiem rozłamu stał się fakt, iż żaden z generałów XIV i XV w. nie ukończył swojej kadencji. Wszyscy zostali mianowani biskupami, bądź kardynałami, a do czasu kolejnej kapituły zakonem kierował administrator apostolski, zazwyczaj jeden z kardynałów. Sprawę zaogniła schizma zachodnia. (1378 r.) Generał Leonard de Rossi opowiedział się za antypapieżem, a wraz z nim prowincje francuskie, hiszpańskie i część włoskich oraz niemieckich. Reszta prowincji pozostała wierna papieżowi Urbanowi VI. Odbywały się zatem dwie, a potem trzy kapituły: „rzymska”,  „awiniońska”, a od 1409 r. także „pizańska”. Schizmę w całym Kościele i w Zakonie zakończył Sobór w Konstancji (1417 r.), jednak odcisnęła swoje piętno na rodzącym się ruchu obserwanckim.

### Konwentualni
Termin „konwentualny” zmieniał swoje znaczenie przez wieki. Pierwotnie oznaczał braci zamieszkujących duże, miejskie klasztory – konwenty – oddających się pracy duszpasterskiej, w przeciwieństwie do pustelników. W XIV w. znaczenie tego słowa uległo zawężeniu: oznaczało współbraci przyjmujących dyspensy Jana XXII zawarte w bulli Ad conditorem.  Pozostałych braci, trzon zakonu nazywano fratres minores de familia.
Konwentualizm był ruchem oddolnym. W niektórych krajach konwentualni prosili o osobnych przełożonych, bądź o to, aby tylko konwentualni stanowili wspólnotę danego klasztoru. W prowincjach północnych liczba braci opcji konwentualnej tak zdominowała ogół, że bracia opcji de familia praktycznie przestali istnieć. Tak stało się w Polsce, gdzie cała prowincja przeszła na konwentualizm. Cechami charakterystycznymi konwentualnych były: rezygnacja z życia pustelniczego, podejmowanie pracy naukowej i pisarskiej, zaprzestanie kaznodziejstwa wędrownego, prowadzenie duszpasterstwa w dużych ośrodkach.

### Obserwanci
Walki wewnątrzzakonne i uwikłanie Zakonu w sprawy polityczne sprawiły, że w XIV w. wielu braci widziało konieczność odrodzenia. Drogą do tego miało być: większy nacisk na ubóstwo, powrót do Konstytucji Narbońskich i interpretacji Reguły według bulli Exiit qui seminat oraz dobrowolna rezygnacja z dyspens zawartych w Ad conditorem, a także zajęcie się duszpasterstwem, zwłaszcza kaznodziejstwem wędrownym, przy jednoczesnym życiu pustelniczym, które było rozumiane nie jako przeciwieństwo życia oddanego duszpasterstwu, ale raczej jako jego warunek. Właśnie domy pełniące charaktery pustelni stały się zarzewiami oddolnego duchu obserwanckiego.
Na terenie Italii początki obserwantyzmu łączą się z osobą bł. Jana Valle (jednego z bohaterów Kwiatków św. Franciszka), który w latach 1334-1351 wraz z kilkoma towarzyszami prowadził życie pustelnicze. Jego ideę podjął Gentilis ze Spoleto. Udało mu się uzyskać pewną autonomię, używanie nieco innego habitu i przyjmowanie nowicjuszy. Inicjatywa ta upadła w 1354 r., nie upadła jednak idea. Jej kontynuatorem był Paoluccio da Trinci z Foligno. W 1373 r. jego grupa liczyła już 12 domów, a w 1415 – 34 domy, w tym macierzysty klasztor Zakonu - Porcjunkulę. Zostali oni wyjęci spod władzy prowincjałów, a podporządkowani bezpośrednio generałowi, co umożliwiło rozwój. Była to grupa początkowo o przewadze braci laików. W XV w. pojawili się w niej wybitni kapłani: Albert z Sarteano, Bernardyn ze Sieny, Jakub z Marchii, a przede wszystkim Jan Kapistran (tzw. quattuor columnae observantiae – "cztery filary obserwancji").
Na kapitule w 1430 r. przyjęte zostały napisane przez Jana Kapistrana w duchu obserwantyzmu Konstytucje Marciniańskie (od imienia papieża Marcina V) i wydawało się, że cały Zakon pójdzie drogą reformy. Wkrótce jednak konwentualni uzyskali od nich dyspensę. Doprowadziło to do tworzenia niezależności prawnej i organizacyjnej obserwantów (oddzielny wikariusz generalny, tworzenie nowej siatki klasztorów).
W Hiszpanii na początku XV w. bł. Piotr Willacreces zorganizował wspólnotę pustelniczą, liczącą kilka domów. Innym propagatorem reformy był św. Dydak z Alcala. Po 1415 r. obserwanci hiszpańscy starali się uzyskać własnego wikariusza generalnego, ostatecznie jednak znaleźli się pod jurysdykcją wikariusza generalnego dla Francji.
We Francji początek obserwantom dał klasztor w Mirabeu, gdzie w 1388 r. bracia postanowili prowadzić życie na sposób pustelników hiszpańskich. Inna reforma wynikła z reformy klarysek prowadzonej przez św. Koletę – tak powstała grupa zwana koletanami. Do tych dwóch grup przystępowały całe klasztory, otrzymując od prowincjałów osobnych wikariuszy prowincjalnych. W 1415 r. uzyskali osobnego wikariusza generalnego, pod którego jurysdykcję przeszli później obserwanci hiszpańscy, niemieccy, angielscy i skandynawscy, lecz nie obejmowała ona koletan.
Tak więc z uwagi na trwające skutki schizmy awiniońskiej i oddolny styl reformy, obserwanci  mieli charakter bardzo niejednorodny. Zorganizowali się w dwie familie: Familia Cismontańska (obejmowała tereny Włoch, Bałkanów, Austrii, Węgier, Polski i Litwy) oraz Ultramontańska (Francja, Półwysep Iberyjski, Wyspy Brytyjskie, Niemcy, Skandynawia). Każda z nich miała swojego wikariusza generalnego i zwoływała własne kapituły. Poza familiami istniały grupy obserwantów, jak koletanie, podlegający bezpośrednio ministrowi generalnemu. Obok nich istniały klasztory konwentualnych, posiadając nominalne pierwszeństwo w prowincjach i w całym zakonie. Z nich także byli wybierani ministrowie generalni. Grupa de familia stopniowo zanikała, a za papieża Eugeniusza IV (1431-1447) uległa całkowitej likwidacji.
Dla jasności trzeba podkreślić, że ani konwentualni nie oddzielili się od obserwantów, ani odwrotnie. Z głównego pnia zakonu, określanego jako fratres de familia stopniowo oddzielali się, niezależnie od siebie i w dwóch przeciwnych kierunkach, konwentualni i obserwanci. W połowie XV w. podział ten stał się już faktem.

### Podział zakonu
Biorąc pod uwagę głęboki rozdział, 29 maja 1517 r. bullą Ite et vos in vineam meam papież Leon X dokonał formalnego podziału Zakonu Braci Mniejszych na dwa odrębne zakony:
- Braci Mniejszych. Do tej nazwy można było dodać: Observantiae (Obserwantów – ta nazwa była preferowana), bądź Regularis Observantiae (Regularnej Obserwancji)[11]. Ten zakon został uznany za prawowitych spadkobierców św. Franciszka. Przełożony otrzymał tytuł: Minister Generalis totius Ordinis Fratrum Minorum ("Minister Generalny całego Zakonu Braci Mniejszych") i pieczęć Zakonu. Tylko obserwanci mieli prawo do prowadzenia tercjarzy. Utrzymano podział na dwie familie; autonomię utrzymały również niektóre mniejsze grupy obserwanckie. W momencie podziału zakon ten liczył ok. 32 tys. braci.
- Braci Mniejszych Konwentualnych. Ich przełożony otrzymał tytuł: Magister Generalis Ordinis Fratrum Minorum ("Mistrz Generalny Zakonu Braci Mniejszych") i miał być każdorazowo potwierdzany przez generała obserwantów. W momencie podziału wspólnota liczyła ok. 20 tys. braci.

Początkowo obydwoma zakonami opiekował się jeden kardynał-protektor. Kapucyni otrzymali swojego protektora w 1564 r., a konwentualni w 1580 r.

## Zakon w XVI w.– XVIII w.

### Obserwanci
Bulla Ite et  vos in vineam meam z 1517 r. oprócz podziału zakonu na gałąź obserwancką i konwentualną miała jeszcze drugi cel: zjednoczenie grup obserwanckich. Został on osiągnięty połowicznie. Zakon Braci Mniejszych Regularnej Obserwancji był rozdzierany przez rywalizację między Familią Cismontańską i Ultramontańską, oraz przez waśnie narodowe. Każda zmiana układu sił politycznych między państwami europejskimi znajdowała swoje odbicie w zakonie. Innym czynnikiem sprzyjającym rozbiciu było nieustanne dążenie wielu braci do powracania do pierwotnego i ubogiego stylu życia. Powtórzył się schemat sprzed zaledwie jednego, dwóch wieków: grupy pustelników zaczęły organizować się i oddzielać od głównego pnia zakonu, którym tym razem byli sami obserwanci. Ogólnie nazywa się ten ruch ściślejszą, lub najściślejszą obserwancją. Jedna z grup – kapucyni - zdobyła niezależność; pozostałe – rekolekci, reformaci i bosi – stanowiąc wciąż jedność z obserwantami osiągnęły daleko idącą niezależność.
W Hiszpanii na przełomie XV i XVI w. pojawiła się grupa braci dążących do ścisłej obserwancji. Nazywano ich gwadelupeńczykami, lub bosymi (dyskalceaci). Rozpędu tej reformie nadało przyłączenie się do niej św. Piotra z Alkantary, stąd inna nazwa: alkantarzyści. Sposób życia tych braci był bardzo surowy: nie używano w ogóle pieniędzy, nawet przez zaufanych ludzi świeckich; każdego roku bracia oddawali klucze klasztoru właścicielom i prosili ponownie o zgodę na zamieszkanie, klasztory i cele były bardzo małe, chodzono bez butów, odprawiano liczne pokuty. Brewe Grzegorza XIII (1578 r.) przyznało im autonomię, w 1621 r. otrzymali niezależnego wikariusza generalnego, a w 1642 r. zostali wyłączeni z Familii Ultramontańskiej. Grupa ta dała Kościołowi licznych świętych i błogosławionych, zasłużyła się także na polu działalności misyjnej. W momencie największego rozkwitu liczyła ok. 7 tys. braci.
W latach 20. XVI w. zaczęły kształtować się na terenie Włoch grupy braci zapatrzonych w hiszpańskich alkantarzystów. Zwano ich reformatami. W 1579 r. również i oni otrzymali autonomię, a później także własnego wikariusza generalnego. Szczególny wymiar posiadała ta reforma na terenie Austrii, Niemiec i Czech, gdzie całe prowincje przechodziły do opcji reformackiej. W XVIII reformaci posiadali 37 prowincji i 19 tys. zakonników.
Domy skupienia rozwinęły się także we Francji. W 1637 r. grupa ta otrzymała wikariusza generalnego. Ruch ten rozwinął się na Belgię i niektóre państwa niemieckie. W XVIII prowincje rekolektów osiągnęły liczbę 25 i liczyły 11 tys. braci.

### Konwentualni
Wewnętrzny niepokój towarzyszący obserwantom nie ominął także konwentualnej gałęzi Braci Mniejszych, choć nie posiadał równie wielkiej siły i trwałości. Ruch reformatorski na Półwyspie Iberyjskim doprowadził do powstania konwentualnych reformowanych i prawie doprowadził do zaniku konwentualnych w tym regionie. Konwentualni zreformowani zostali definitywnie zniesieni w 1669 r.
Klimat stabilizacji, jaki panował wówczas u konwentualnych sprzyjał rozwojowi świętości (św. Józef z Kupertynu i wielu błogosławionych) oraz kształtowania wielkich osobowości. Dobrym dowodem jest fakt, iż dwóch papieży okresu nowożytnego to franciszkanie konwentualni: Sykstus V i Klemens XIV.

### Kapucyni
Reforma, która doprowadziła do powstania kapucynów ma u swoich źródeł ten sam ferment, który spowodował powstanie spirytualnych, obserwantów, a następnie grup najściślejszej obserwancji. Podobnie, jak tamte, także i ta posiadała charakter oddolny.
W 1525 r. młody kapłan, Mateusz z Bascio (+1552 r.) miał wizję św. Franciszka, który poinformował go, że habit, którego używają bracia współcześnie, w niczym nie przypomina jego habitu. Mateusz zwrócił się wprost do papieża Klemensa VII i uzyskał ustne pozwolenie na inny habit i wędrowny sposób życia. Po kilku latach perypetii Mateusz i jego towarzysze otrzymali bullę potwierdzającą ich wspólnotę: poddani jurysdykcji konwentualnych bracia mieli nosić brodę i habit ze stożkowatym kapturem, głosić kazania ludowi. Ludzie nazwali ich scapuccini – kapturowcy; wkrótce ta nazwa stała się oficjalną.
Nowa wspólnota szybko krzepła, choć wielu również opuszczało jej szeregi; wśród nich inicjator reformy, Mateusz z Bascio, który powrócił do obserwantów i pierwszy wikariusz, Ludwik z Fossombrone. W 1536 r. zatwierdzono konstytucje. Zakazywały one m.in. słuchania spowiedzi ludzi świeckich i pobierania stypendiów mszalnych oraz określały precyzyjnie miniaturowe wręcz rozmiary cel i korytarzy klasztornych. Spośród motorów pierwszych dziesięcioleci istnienia zakonu należy wymienić wielokrotnego wikariusza generalnego, Bernardyna z Asti. Jeden z współczesnych pisarzy określił jego rolę w słowach: „Kapucyni otrzymali o Mateusza z Bascio – habit, od Ludwika z Fossombrone – brodę, a od Bernardyna z Asti – duszę i ducha.”
W trzecim okresie Soboru Trydenckiego kapucyński wikariusz generalny zajął po raz pierwszy miejsce wśród generałów zakonów. Pełną niezależność kapucynom nadał papież Paweł V. W bulli Alias felicis recordationis z 23 stycznia 1619 r. zniósł nominalną zależność od konwentualnych, a przełożonego nazwał ministrem generalnym i prawowitym następcą św. Franciszka. Zakon liczył wówczas ok. 15 tys. braci.
Zobacz też: Historia Kapucynów

## Kryzys i odbudowa (XVIII w.–XX w.)

### Kryzys
Połowa XVIII to czas największego rozkwitu franciszkanów. Pierwszy Zakon liczył sobie łącznie ok. 130 tys. braci: 76 tys. obserwantów, 25 tys. konwentualnych i 30 tys. kapucynów. Była to jednak pozorna siła. Postępowało powolne rozluźnienie życia zakonnego i upadek gorliwości. Cios przyszedł jednak z zewnątrz. Była nim inspirowana prądami oświeceniowymi antyzakonna działalność państw, a także w mniejszym stopniu biskupów. Franciszkanów ominął los jezuitów, skasowanych w 1773 r., lecz mimo to represje były dotkliwe: znoszono poszczególne domy zakonne, utrudniano przyjmowanie kandydatów (podnosząc np. minimalny wiek nowicjuszy), izolowano klasztory i prowincje, utrudniano zwoływanie kapituł, klasztory poddawano jurysdykcji biskupów mimo zapewnionej egzempcji, zakazywano kwesty. Wszystko to spowodowało głęboki kryzys życia zakonnego w ogóle, również franciszkańskiego.
Szczególnym ciosem była rewolucja francuska. W 1790 r. konstytuanta wydała dekret znoszący wszystkie klasztory. Śmierć z powodu odmowy złożenia przysięgi na konstytucję dotknęła m.in. ok. 250 franciszkanów różnych denominacji. Pozostali zostali zmuszeni do emigracji, albo sekularyzacji. Fala kasat klasztorów rozniosła się po Europie na bagnetach wojsk Napoleona. Przykładem tej destrukcyjnej działalności jest zamiana generalnego domu obserwantów – klasztoru Aracoeli w Rzymie – na koszary, a kościoła na stajnię. Stacjonowały tam Legiony Polskie gen. Dąbrowskiego.
Po przejściu burzy rewolucyjnej represje zmniejszyły się, ale wciąż były dotkliwe. Tam, gdzie zakonnicy wracali po wygnaniu, trudno było wprowadzić na nowo dyscyplinę zakonną. Na skutek antyzakonnego ustawodawstwa kapucyni znikli z Hiszpanii i Francji. Carska Rosja skasowała wszystkie klasztory w 1864 r., pozostawiając kilka domów etatowych. Podobna ustawa została wprowadzona w Piemoncie, a następnie w całych Włoszech. Z opóźnieniem doszło też do prześladowań Kulturkampfu w Niemczech (1871-1875). W 1880 r. liczba braci stanowiła zaledwie 18% stanu z połowy XVIII w., czyli ok. 23 tys. braci. Paradoksalnie, życie zakonne i apostolstwo kwitło w krajach niegdyś zamkniętych na braci: w Irlandii i Anglii oraz w Ameryce Północnej.

### Odbudowa
Kryzys, mimo wszystkich negatywnych, czy wręcz okrutnych dla zakonu i zakonników skutków, miał także konsekwencje pozytywne. Oczyścił i umocnił braci przygotowując ich do podjęcia aktywnej pracy wśród nowoczesnego społeczeństwa. Pod koniec XIX w. zaczął się we wszystkich gałęziach proces odbudowy. Polegał on na: powrocie do krajów, które kiedyś bracia musieli opuścić, reformie prawodawstwa, podejmowaniu licznych inicjatyw o charakterze naukowym czy duszpasterskim, a przede wszystkim odnowie duchowej i odczytaniu na nowo charyzmatu św. Franciszka z Asyżu.
Zanikły także spory o to, kto jest bardziej wierny ideałom franciszkańskim. W brewe Septimo iam pleno saeculo z 4 października 1909 r. papież Pius X orzekł, że „ministrowie generalni trzech rodzin franciszkańskich są i powinni być uważani za równych w godności i władzy, jako zastępcy i prawdziwi następcy św. Franciszka. (…) Trzy zakony familii minoryckiej są jak trzy gałęzie tego samego drzewa, którego korzeniem i pniem jest św. Franciszek, a ich członkowie są na zasadzie tego samego i pełnego prawa braćmi mniejszymi.”
Znamienny jest tu fakt zjednoczenia autonomicznych gałęzi Zakonu Braci Mniejszych Regularnej Obserwancji, zatwierdzony przez kapitułę generalną z 1895 r., a zarządzony konstytucją apostolską Felicitate quadam Leona XIII (tzw. unia Leoniańska). Dwie familie obserwanckie: reformaci, bosi (alkantarzyści) oraz rekolekci, zostały zunifikowane, zarówno co do stroju zakonnego, zarządu zakonu, jak i podziału na prowincje. Zakon miał mieć odtąd jedną oficjalną nazwę: Zakon Braci Mniejszych, bez dodatku: obserwanci.
W sytuacji odnowy Kościoła związanej z Soborem Watykańskim II dekret Kongregacji dla Osób Zakonnych i Instytutów Świeckich z 1970 r., zastrzegając Stolicy Apostolskiej autentyczne prawo interpretacji Reguły św. Franciszka, uznał władzę kapituł generalnych w dostosowywaniu Reguły do nowych warunków. Dawne papieskie interpretacje Reguły uznano za zniesione, jeśli chodzi o ich walor nakazujący.
Obecne dane liczbowe odnośnie do I Zakonu są następujące: Zakon Braci Mniejszych – 15 tys. Braci, Zakon Braci Mniejszych Konwentualnych – 4 tys. braci (z czego jedna czwarta w Polsce), Zakon Braci Mniejszych Kapucynów – 11 tys. braci.